# Big Loada
Albums de Squarepusher
Hard Normal Daddy
(1997) Burningn'n Tree
(1997)
Big Loada est un EP du compositeur de musique électronique britannique Squarepusher, sorti initialement le 21 juillet 1997 au Royaume-Uni chez Warp Records, puis publié le 13 octobre 1998 aux États-Unis sur le label Nothing Records avec quelques pistes additionnelles.
En 2017, Pitchfork classe Big Loada à la 9e place des 50 meilleurs albums d'IDM de tous les temps.

## Caractéristiques musicales
Exclaim! considère qu'il s'agit de l'apogée du musicien. « Jenkinson semble s'amuser plus que sur n'importe lequel de ses albums. Big Loada est intelligent, innovant, abstrait, mais avant tout une grosse quantité de fun ». L'album contient notamment A Journey to Reedham (7.AM Mix), un morceau plébiscité en live qui, pour Pitchfork, mêle le « murmure optimiste du synthé au panache nerveux de la drum and bass grinçante » et joue en permanence avec les permutations de rythme.

## Liste des morceaux
| No  | Titre                                     | Durée |
| --- | ----------------------------------------- | ----- |
| A1. | A Journey To Reedham (7.am mix)           | 6:35  |
| A2. | Full Rinse (featuring MC Twin Tub)        | 2:26  |
| A3. | Massif (Stay Strong)                      | 6:27  |
| B1. | Come On My Selector                       | 3:24  |
| B2. | The Body Builder (Dressing Gown Mix)      | 3:01  |
| B3. | Tequila Fish                              | 6:08  |
| B4. | Jacques Mal Chance (Il N'a Pas De Chance) | 0:48  |

## Sortie aux Etats-Unis
Big Loada est publié sous forme de CD aux Etats-Unis, avec l'autorisation de Warp, sur le label Nothing Records le 13 octobre 1998 avec 5 morceaux additionnels et une vidéo de Come On My Selector, produite et dirigée par Chris Cunningham. On retrouve ainsi les trois titres de Port Rhombus EP, sorti le 1er juillet 1996 au Royaume-Uni (à savoir Port Rhombus, Problem Child et Significant Others) et deux titres extraits de Vic Acid, sorti au début de l'année 1997.

### Liste des morceaux
| No     | Titre                                                    | Durée |
| ------ | -------------------------------------------------------- | ----- |
| 1.     | Come On My Selector                                      | 3:24  |
| 2.     | A Journey To Reedham (7.AM Mix)                          | 6:35  |
| 3.     | Full Rinse (featuring MC Twin Tub)                       | 2:23  |
| 4.     | Massif (Stay Strong)                                     | 6:26  |
| 5.     | The Body Builder (Dressing Gown Mix)                     | 3:02  |
| 6.     | Tequila Fish                                             | 6:09  |
| 7.     | Jacques Mal Chance (Il N'a Pas De Chance)                | 0:48  |
| 8.     | Port Rhombus                                             | 6:41  |
| 9.     | Problem Child                                            | 5:43  |
| 10.    | Significant Others                                       | 3:28  |
| 11.    | Lone Ravers (Live In Chelmsford Mix)                     | 5:01  |
| 12.    | The Barn (303 Kebab Mix)                                 | 2:11  |
| Video. | Come On My Selector (Video Directed By Chris Cunningham) | 7:24  |